# Eutropio de Saintes
San Eutropio de Saintes, primer obispo de Saintes, Francia, Conforme a la tradición, era un descendiente de la realeza romana o persa, que fue enviado a evangelizar las Galias bien por el papa Clemente en el siglo I o bien por Fabián en el siglo III como acompañante de san Denis.
Vivió como ermitaño cerca de Saintes y convirtió al cristianismo a la hija del gobernador, luego santa Eustela. La tradición señala que el gobernador se enfureció por la conversión de su hija y mandó asesinar a ambos. Eutropio fue muerto rompiéndole la cabeza (o decapitándolo) con un hacha.
La visita de su iglesia en Saintes, para venerar sus reliquias, constituía una de las paradas en la Vía Turonensis del Camino de Santiago desde la Edad Media
Es el Patrón de Saintes (Francia) y El Espinar y Paradas (España).